# Oleksandr Tymčyk
Oleksandr Vasyl'ovyč Tymčyk (in ucraino Олександр Васильович Тимчик?; Kryklyvec', 20 gennaio 1997) è un calciatore ucraino, difensore della Dinamo Kiev e della nazionale ucraina.

## Statistiche

### Presenze e reti nei club
Statistiche aggiornate al 21 febbraio 2022.
| Stagione           | Squadra            | Campionato         | Campionato | Campionato | Coppe nazionali | Coppe nazionali | Coppe nazionali | Coppe continentali | Coppe continentali | Coppe continentali | Altre coppe | Altre coppe | Altre coppe | Totale | Totale | Totale |
| Stagione           | Squadra            | Comp               | Pres       | Reti       | Comp            | Pres            | Reti            | Comp               | Pres               | Reti               | Comp        | Pres        | Reti        | Pres   | Reti   |        |
| ------------------ | ------------------ | ------------------ | ---------- | ---------- | --------------- | --------------- | --------------- | ------------------ | ------------------ | ------------------ | ----------- | ----------- | ----------- | ------ | ------ | ------ |
| 2016-2017          | Dinamo Kiev        | PL                 | 2          | 0          | KU              | 1               | 0               | UCL                | 0                  | 0                  | SU          | -           | -           | 3      | 0      |        |
| lug.-dic. 2017     | Stal' Kam"jans'ke  | PL                 | 15         | 0          | KU              | 2               | 0               |                    |                    |                    |             |             |             | 17     | 0      |        |
| feb.-apr. 2018     | Zorja              | PL                 | 8          | 1          | KU              | -               | -               | UEL                | -                  | -                  |             |             |             | 8      | 1      |        |
| 2018-2019          | Zorja              | PL                 | 22         | 1          | KU              | 3               | 0               | UEL                | 4                  | 0                  |             |             |             | 29     | 1      |        |
| 2019-2020          | Zorja              | PL                 | 30         | 0          | KU              | 1               | 0               | UEL                | 6                  | 0                  |             |             |             | 37     | 0      |        |
| Totale Zorya       | Totale Zorya       | Totale Zorya       | 60         | 2          |                 | 4               | 0               |                    | 10                 | 0                  |             |             |             | 74     | 2      |        |
| 2020-2021          | Dinamo Kiev        | PL                 | 4          | 0          | KU              | 2               | 0               | UCL                | 0                  | 0                  | SU          | 1           | 0           | 7      | 0      |        |
| 2021-2022          | Dinamo Kiev        | PL                 | 12         | 1          | KU              | 1               | 0               | UCL                | 4                  | 0                  | SU          | 0           | 0           | 17     | 1      |        |
| 2022-2023          | Dinamo Kiev        | PL                 | 0          | 0          |                 | -               | -               | UCL                | 0                  | 0                  | SU          | 0           | 0           | 0      | 0      |        |
| Totale Dinamo Kiev | Totale Dinamo Kiev | Totale Dinamo Kiev | 18         | 1          |                 | 4               | 0               |                    | 4                  | 0                  |             | 1           | 0           | 27     | 1      |        |
| Totale carriera    | Totale carriera    | Totale carriera    | 93         | 3          |                 | 10              | 0               |                    | 14                 | 0                  |             | 1           | 0           | 118    | 3      |        |

### Cronologia presenze e reti in nazionale
| Cronologia completa delle presenze e delle reti in nazionale ― Ucraina | Cronologia completa delle presenze e delle reti in nazionale ― Ucraina | Cronologia completa delle presenze e delle reti in nazionale ― Ucraina | Cronologia completa delle presenze e delle reti in nazionale ― Ucraina | Cronologia completa delle presenze e delle reti in nazionale ― Ucraina | Cronologia completa delle presenze e delle reti in nazionale ― Ucraina | Cronologia completa delle presenze e delle reti in nazionale ― Ucraina | Cronologia completa delle presenze e delle reti in nazionale ― Ucraina |
| Data                                                                   | Città                                                                  | In casa                                                                | Risultato                                                              | Ospiti                                                                 | Competizione                                                           | Reti                                                                   | Note                                                                   |
| ---------------------------------------------------------------------- | ---------------------------------------------------------------------- | ---------------------------------------------------------------------- | ---------------------------------------------------------------------- | ---------------------------------------------------------------------- | ---------------------------------------------------------------------- | ---------------------------------------------------------------------- | ---------------------------------------------------------------------- |
| 3-9-2020                                                               | Leopoli                                                                | Ucraina                                                                | 2 – 1                                                                  | Svizzera                                                               | UEFA Nations League 2020-2021 - 1º turno                               | -                                                                      | 86’                                                                    |
| 6-9-2020                                                               | Madrid                                                                 | Spagna                                                                 | 4 – 0                                                                  | Ucraina                                                                | UEFA Nations League 2020-2021 - 1º turno                               | -                                                                      |                                                                        |
| 31-3-2021                                                              | Kiev                                                                   | Ucraina                                                                | 1 – 1                                                                  | Kazakistan                                                             | Qual. Mondiali 2022                                                    | -                                                                      | 87’                                                                    |
| 23-5-2021                                                              | Charkiv                                                                | Ucraina                                                                | 1 – 1                                                                  | Bahrein                                                                | Amichevole                                                             | -                                                                      | 78’                                                                    |
| 4-9-2021                                                               | Kiev                                                                   | Ucraina                                                                | 1 – 1                                                                  | Francia                                                                | Qual. Mondiali 2022                                                    | -                                                                      |                                                                        |
| 8-9-2021                                                               | Plzeň                                                                  | Rep. Ceca                                                              | 1 – 1                                                                  | Ucraina                                                                | Amichevole                                                             | -                                                                      |                                                                        |
| 9-10-2021                                                              | Helsinki                                                               | Finlandia                                                              | 1 – 2                                                                  | Ucraina                                                                | Qual. Mondiali 2022                                                    | -                                                                      |                                                                        |
| 12-10-2021                                                             | Leopoli                                                                | Ucraina                                                                | 1 – 1                                                                  | Bosnia ed Erzegovina                                                   | Qual. Mondiali 2022                                                    | -                                                                      |                                                                        |
| 11-11-2021                                                             | Odessa                                                                 | Ucraina                                                                | 1 – 1                                                                  | Bulgaria                                                               | Amichevole                                                             | -                                                                      |                                                                        |
| 16-11-2021                                                             | Zenica                                                                 | Bosnia ed Erzegovina                                                   | 0 – 2                                                                  | Ucraina                                                                | Qual. Mondiali 2022                                                    | -                                                                      |                                                                        |
| 24-9-2022                                                              | Erevan                                                                 | Armenia                                                                | 0 – 5                                                                  | Ucraina                                                                | UEFA Nations League 2022-2023 - 1º turno                               | 1                                                                      |                                                                        |
| 27-9-2022                                                              | Cracovia                                                               | Ucraina                                                                | 0 – 0                                                                  | Scozia                                                                 | UEFA Nations League 2022-2023 - 1º turno                               | -                                                                      |                                                                        |
| 12-6-2023                                                              | Brema                                                                  | Germania                                                               | 3 – 3                                                                  | Ucraina                                                                | Amichevole                                                             | -                                                                      |                                                                        |
| 16-6-2023                                                              | Skopje                                                                 | Macedonia del Nord                                                     | 2 – 3                                                                  | Ucraina                                                                | Qual. Euro 2024                                                        | -                                                                      | 46’                                                                    |
| 20-11-2023                                                             | Leverkusen                                                             | Ucraina                                                                | 0 – 0                                                                  | Italia                                                                 | Qual. Euro 2024                                                        | -                                                                      | 86’                                                                    |
| 3-6-2024                                                               | Norimberga                                                             | Germania                                                               | 0 – 0                                                                  | Ucraina                                                                | Amichevole                                                             | -                                                                      | 80’                                                                    |
| 7-6-2024                                                               | Varsavia                                                               | Polonia                                                                | 3 – 1                                                                  | Ucraina                                                                | Amichevole                                                             | -                                                                      | 49’                                                                    |
| 17-6-2024                                                              | Monaco di Baviera                                                      | Romania                                                                | 3 – 0                                                                  | Ucraina                                                                | Euro 2024 - 1º turno                                                   | -                                                                      | 72’                                                                    |
| 21-6-2024                                                              | Düsseldorf                                                             | Slovacchia                                                             | 1 – 2                                                                  | Ucraina                                                                | Euro 2024 - 1º turno                                                   | -                                                                      |                                                                        |
| 26-6-2024                                                              | Stoccarda                                                              | Ucraina                                                                | 0 – 0                                                                  | Belgio                                                                 | Euro 2024 - 1º turno                                                   | -                                                                      |                                                                        |
| 10-9-2024                                                              | Praga                                                                  | Rep. Ceca                                                              | 3 – 2                                                                  | Ucraina                                                                | UEFA Nations League 2024-2025 - 1º turno                               | -                                                                      |                                                                        |
| 14-10-2024                                                             | Breslavia                                                              | Ucraina                                                                | 1 – 1                                                                  | Rep. Ceca                                                              | UEFA Nations League 2024-2025 - 1º turno                               | -                                                                      | 80’                                                                    |
| 7-6-2025                                                               | Toronto                                                                | Canada                                                                 | 4 – 2                                                                  | Ucraina                                                                | Amichevole                                                             | -                                                                      |                                                                        |
| 10-6-2025                                                              | Toronto                                                                | Nuova Zelanda                                                          | 1 – 2                                                                  | Ucraina                                                                | Amichevole                                                             | -                                                                      | 89’                                                                    |
| Totale                                                                 |                                                                        | Presenze                                                               | 24                                                                     |                                                                        | Reti                                                                   | 1                                                                      |                                                                        |

## Palmarès

### Club

#### Competizioni nazionali
- Supercoppa d'Ucraina: 1

Dinamo Kiev: 2020
- Campionato ucraino: 2

Dinamo Kiev: 2020-2021, 2024-2025
- Coppa d'Ucraina: 1

Dinamo Kiev: 2020-2021